# Antyle

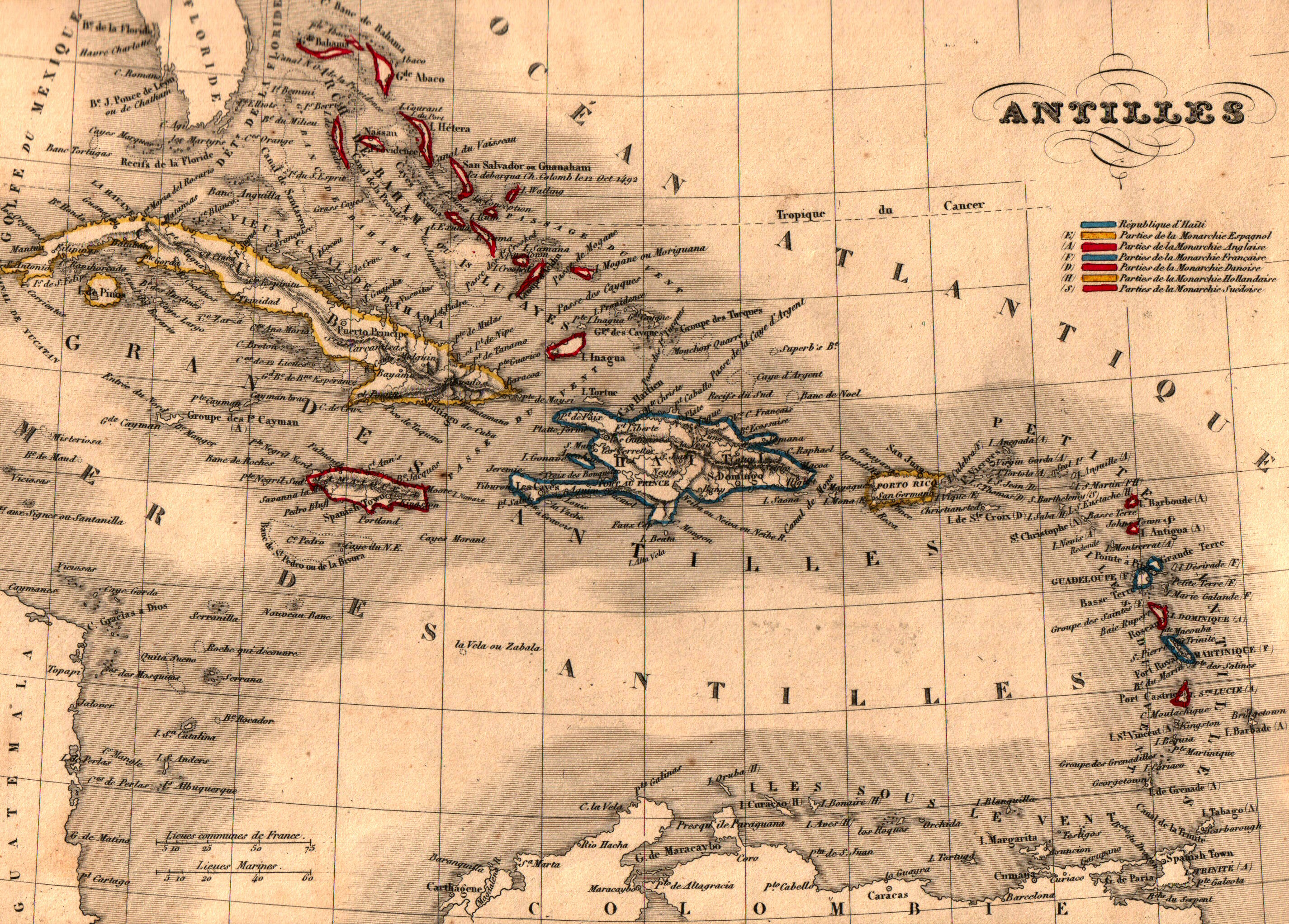
Mapa Antyli z 1843 roku

Antyle (hiszp. Antillas, ang. i fr. Antilles, niderl. Antillen) – grupa wysp położona w basenie Morza Karaibskiego, rozciągająca się łukowato na długości 4,5 tys. km od Cieśniny Jukatańskiej aż do wybrzeży Wenezueli. Większość wysp górzysta, klimat wilgotny, równikowy i podrównikowy. Plantacje trzciny cukrowej, kakao, kawy, bawełny.
Powierzchnia wysp wynosi około 221 tys. km². Liczba mieszkańców: około 40 mln. Wyspy odkryte zostały przez Krzysztofa Kolumba w latach 1492–1504, następnie częściowo skolonizowane przez Hiszpanów. Od połowy XVI w. były kolonizowane także przez Anglię, Holandię, Francję i Danię. Jako pierwsze niepodległość uzyskały Haiti i Dominikana (1801-1804). Największa z wysp, Kuba, uzyskała niepodległość w 1902.
Nazwa Antyle pochodzi od legendarnej wyspy Antillia.

podział Antyli
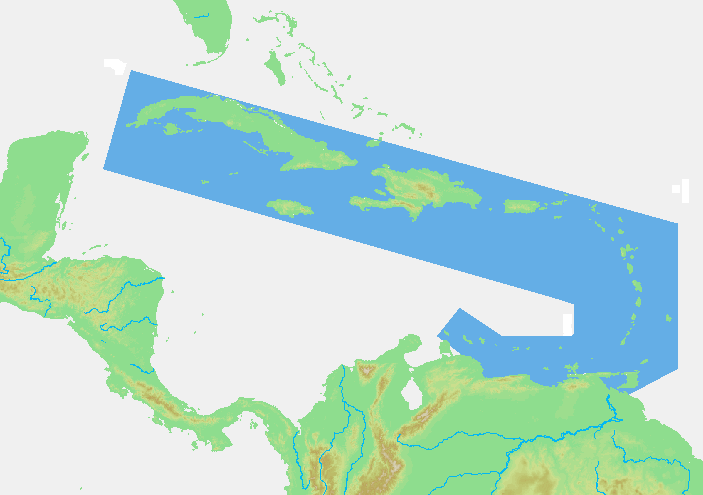
Antyle
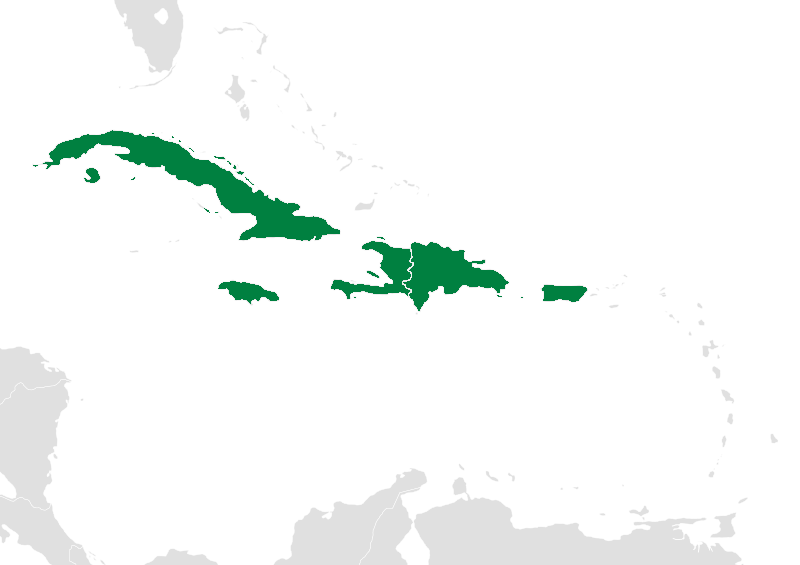
Wielkie Antyle
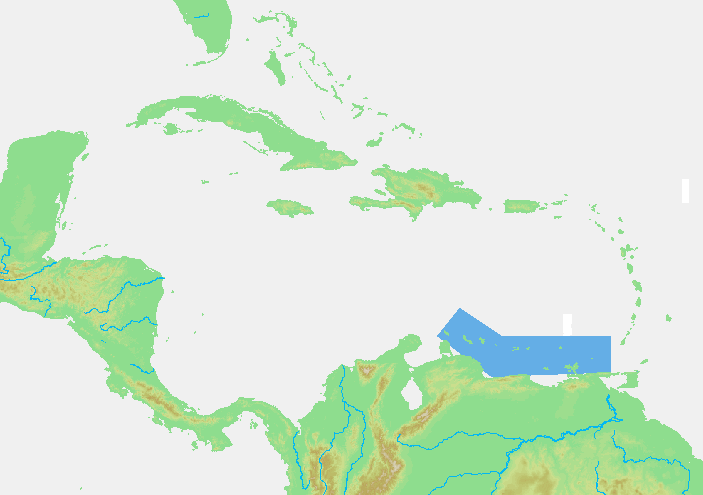
Małe Antyle - Wyspy Zawietrzne
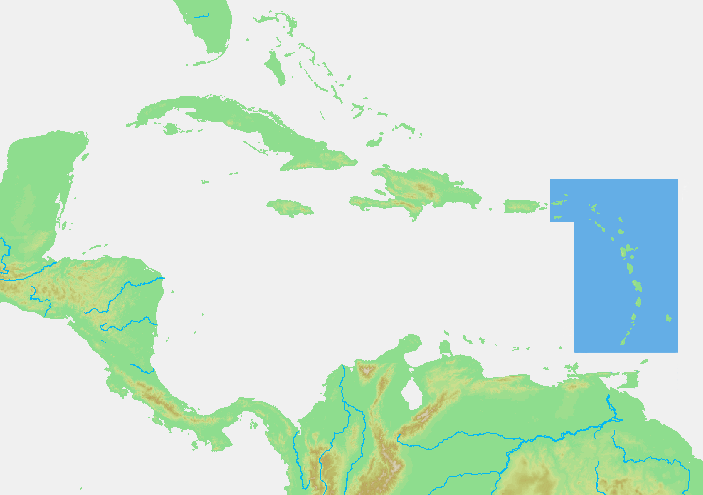
Małe Antyle - Wyspy Nawietrzne

Antyle dzielą się na:
- Wielkie Antyle pow. 207 435 km²; 36 934,2 tys. mieszkańców (2009); najwyższy szczyt Pico Duarte 3098 m n.p.m.; największa głębia 9120 m; największa depresja -44 m
  - Kuba (Kuba)
  - Haiti (Haiti i Dominikana)
  - Jamajka (Jamajka)
  - Kajmany (brytyjskie)
  - Portoryko (USA)
- Małe Antyle
  - Wyspy Nawietrzne 3 191,05 km²; 759,7 tys. mieszkańców
    - CZĘŚĆ PÓŁNOCNA (Leeward Islands)
      - Gwadelupa (departament w granicach z 2006 r.) 1 707,33 km²; 444,40 tys. mieszkańców (2006)
        - Gwadelupa (wyspa) 1 434,5 km²; 384,26 tys. mieszkańców (2006)
          - Basse-Terre (wyspa) – 847,82 km²; dł. 45 km; szer. 20 km; linia brzegowa 180 km; Soufrière 1467 m n.p.m.; 186,66 tys. mieszkańców (2006); 16°09′00″N 61°40′00″W/16,150000 -61,666667
          - Grande-Terre – 586,68 km²; kształt: trójkąt o wys. 40 km; linia brzegowa 260 km; Morne l’Escale 136 m n.p.m.; 197,60 tys. mieszkańców (2006); 16°20′00″N 61°25′00″W/16,333333 -61,416667

        - Marie-Galante – 158,01 km²; kształt: owal o średnicy 15 km; linia brzegowa 84 km; Morne Constant 204 m n.p.m.; 12,01 tys. mieszkańców (2006); 15°56′00″N 61°16′00″W/15,933333 -61,266667
        - Saint-Martin – 53,2 km²; północna część wyspy Sint Maarten; Pic Paradis 424 m n.p.m.; 35,26 tys. mieszkańców (2006); 18°05′32″N 63°03′23″W/18,092222 -63,056389
        - Saint-Barthélemy – 25,5 km²; dł. 10 km; szer. 4 km; linia brzegowa 32 km; Morne Vitet 286 m n.p.m.; 8,40 tys. mieszkańców (2006); 17°54′15″N 62°49′56″W/17,904167 -62,832222
        - La Désirade – 21,42 km²; dł. 11 km; szer. 2 km; Grand-Montagne 276 m n.p.m.; 1,60 tys. mieszkańców (2006); 16°19′08″N 61°02′48″W/16,318889 -61,046667
        - Les Saintes 12,8 km²; 2,87 tys. mieszkańców (2006); 15°51′40″N 61°36′35″W/15,861111 -61,609722
          - Terre-de-Bas – 7,58 km²; Morne Abymes 293 m n.p.m.; 1,03 tys. mieszkańców (2006); 15°51′00″N 61°38′00″W/15,850000 -61,633333
          - Terre-de-Haut – 5,22 km²; Morne du Chameau 306 m n.p.m.; 1,84 tys. mieszkańców (2006); 15°52′00″N 61°34′57″W/15,866667 -61,582500

        - Petite Terre – 1,70 km²; 8 m n.p.m.; niezamieszkana; 16°10′15″N 61°06′55″W/16,170833 -61,115278
        - Îlet du Gosier – ok. 0,2 km²; dł. 1000 m; szer. 300 m; niezamieszkana; 16°11′56″N 61°29′28″W/16,198889 -61,491111
        - Îlet Caret – ok. 0,45 ha; dł. 250 m; szer. 20 m; 0,7 m n.p.m.; niezamieszkana; 16°21′21″N 61°37′38″W/16,355833 -61,627222

      - Wyspy Dziewicze 506 km²; 138,1 tys. mieszkańców
        - Wyspy Dziewicze Stanów Zjednoczonych 353 km²; 114,34 tys. mieszkańców
          - Saint Croix – 214,66 km²; dł. 45,1 km; szer. 11,3 km; Mount Eagle 355 m n.p.m.; 55,49 tys. mieszkańców (2009); 17°45′00″N 64°45′00″W/17,750000 -64,750000
          - Saint Thomas – 80,91 km²; Crown Mountain 474 m n.p.m.; 53,72 tys. mieszkańców (2009); 18°20′00″N 64°55′00″W/18,333333 -64,916667
          - Saint John – 50,79 km²; Bordeaux Mountain 389 m n.p.m.; 4,97 tys. mieszkańców (2009); 18°20′00″N 64°44′00″W/18,333333 -64,733333
          - Water Island – 1,99 km²; 161 mieszkańców (2000); 18°19′11″N 64°57′12″W/18,319722 -64,953333
          - Thatch Cay – 0,93 km²; 152 m n.p.m.; niezamieszkana
          - Capella Island – 0,93 km²; niezamieszkana; 18°16′29″N 64°53′16″W/18,274722 -64,887778
          - Buck Island – 0,71 km²; niezamieszkana; 17°47′15″N 64°37′17″W/17,787500 -64,621389
          - Hassel Island – 0,55 km²; 75 m n.p.m.; zamieszkana; 18°19′44″N 64°56′00″W/18,328889 -64,933333
          - Grass Cay – ok. 0,43 km²; dł. 2,57 km; szer. 200 m; niezamieszkana

        - Brytyjskie Wyspy Dziewicze 153 km²; 23,76 tys. mieszkańców
          - Tortola – 55,7 km²; dł. 21,7 km; szer. 5,0 km; Mount Sage 533 m n.p.m.; 19,40 tys. mieszkańców (2009); 18°25′00″N 64°35′00″W/18,416667 -64,583333
          - Anegada – 38,6 km²; dł. 19,0 km; szer. 5,0 km; 8,5 m n.p.m.; 206 mieszkańców (2009); 18°44′00″N 64°20′00″W/18,733333 -64,333333
          - Virgin Gorda – 21,2 km²; dł. 11,0 km; szer. 2,0 km; Pic Gorda 457 m n.p.m.; 3,65 tys. mieszkańców (2009); 18°28′55″N 64°23′21″W/18,481944 -64,389167
          - Little Sisters Islands 15,0 km²; 18°30′00″N 64°30′00″W/18,500000 -64,500000
            - Peter Island – 7,0 km²; 18°21′21″N 64°34′16″W/18,355833 -64,571111
            - Norman Island – 2,43 km²; dł. 4,0 km; szer. 0,6 km; Norman Hill 130 m n.p.m.; niezamieszkana; 18°19′00″N 64°37′00″W/18,316667 -64,616667
            - Cooper Island – 2,0 km²; dł. 2,4 km; szer. 0,8 km; 520 m n.p.m.; niezamieszkana; 18°23′09″N 64°30′42″W/18,385833 -64,511667
            - Ginger Island – 2,0 km²; 350 m n.p.m.; niezamieszkana; 18°23′36″N 64°28′40″W/18,393333 -64,477778
            - Salt Island – 1,5 km²; niezamieszkana; 18°22′33″N 64°31′41″W/18,375833 -64,528056
            - Carvel Rock – 0,81 ha; niezamieszkana; 18°21′51″N 64°47′45″W/18,364167 -64,795833
            - Dead Chest Island – niezamieszkana; 18°21′57″N 64°33′48″W/18,365833 -64,563333
            - Pelican Island – niezamieszkana; 18°19′59″N 64°37′33″W/18,333056 -64,625833

          - Jost Van Dyke – 8,0 km²; Roach Hill 321 m n.p.m.; 297 mieszkańców (2008); 18°27′00″N 64°44′00″W/18,450000 -64,733333
          - Guana Island – 3,44 km²; The Pyramid 242 m n.p.m.; niezamieszkana; 18°30′00″N 64°38′00″W/18,500000 -64,633333
          - Great Camanoe – 3,2 km²; dł. 4,0 km; szer. 0,8 km; 213 m n.p.m.; niezamieszkana; 18°28′30″N 64°31′55″W/18,475000 -64,531944
          - Beef Island – 2,0 km²; dł. 2,5 km; szer. 0,5 km; 150 mieszkańców (2009); 18°27′00″N 64°32′00″W/18,450000 -64,533333
          - Great Thatch – 2,0 km²; dł. 2,5 km; szer. 0,8 km; niezamieszkana; 18°23′00″N 64°43′00″W/18,383333 -64,716667
          - Scrub Island – 0,93 km²; dł. 2,6 km; szer. 0,6 km; Big Scrub 133,5 m n.p.m.; niezamieszkana; 18°28′04″N 64°30′45″W/18,467778 -64,512500
          - Little Jost Van Dyke – 0,66 km²; 94 m n.p.m.; niezamieszkana
          - Dog Islands 0,599 km²; niezamieszkane; 18°29′17″N 64°27′40″W/18,488056 -64,461111
            - Great Dog Island – 0,397 km²
            - West Dog Island – 0,109 km²
            - George Dog Island – 0,061 km²
            - Little Seal Dog Island (West Seal Dog) – 0,023 km²
            - East Seal Dog Island – 0,009 km²

          - Mosquito Island – 0,50 km²; 50 m n.p.m.; niezamieszkana; 18°28′00″N 64°23′00″W/18,466667 -64,383333
          - Necker Island – 0,30 km²; Devil´s Hill 50 m n.p.m.; 18°31′38″N 64°21′29″W/18,527222 -64,358056
          - Marina Cay – 3,24 ha; niezamieszkana; 18°27′00″N 64°31′00″W/18,450000 -64,516667
          - Saba Rock – 0,61 ha
          - Sandy Spit – 0,20 ha; niezamieszkana; 18°26′00″N 64°42′00″W/18,433333 -64,700000
          - Bellamy Cay – niezamieszkana; 18°26′00″N 64°32′00″W/18,433333 -64,533333
          - Buck Island – niezamieszkana; 18°25′00″N 64°33′00″W/18,416667 -64,550000
          - Cockroach Island – niezamieszkana; 18°29′00″N 64°27′00″W/18,483333 -64,450000
          - Diamond Cay – niezamieszkana; 18°26′00″N 64°43′00″W/18,433333 -64,716667
          - Drowned Island – niezamieszkana; 18°45′00″N 64°20′00″W/18,750000 -64,333333
          - Eustatia Island – niezamieszkana; 18°31′00″N 64°22′00″W/18,516667 -64,366667
          - Fallen Jerusalem Island – niezamieszkana; 18°25′00″N 64°27′05″W/18,416667 -64,451389
          - Great Tobago Island – niezamieszkana; 18°27′00″N 64°48′00″W/18,450000 -64,800000
          - Green Cay – niezamieszkana; 18°27′00″N 64°42′00″W/18,450000 -64,700000
          - Little Anegada – niezamieszkana; 18°43′00″N 64°18′00″W/18,716667 -64,300000
          - Little Camanoe – niezamieszkana; 18°27′00″N 64°32′00″W/18,450000 -64,533333
          - Little Cay – niezamieszkana; 18°26′00″N 64°32′00″W/18,433333 -64,533333
          - Little Tobago – niezamieszkana; 18°26′00″N 64°51′00″W/18,433333 -64,850000
          - Nanny Cay – 18°24′00″N 64°38′00″W/18,400000 -64,633333
          - Old Jerusalem Island – niezamieszkana; 18°25′00″N 64°27′05″W/18,416667 -64,451389
          - Sandy Cay – 18°26′00″N 64°43′00″W/18,433333 -64,716667

      - Antigua – 281,0 km²; linia brzegowa 87,0 km; Mount Obama 402 m n.p.m.; 69,0 tys. mieszkańców (2006); 17°05′00″N 61°48′00″W/17,083333 -61,800000
      - Saint Kitts – 168,35 km²; dł. 29,0 km; szer. 8,0 km; linia brzegowa 74,5 km; Mount Liamuiga 1156 m n.p.m.; 34,93 tys. mieszkańców (2007); 17°18′31″N 62°42′25″W/17,308611 -62,706944
      - Barbuda – 160,55 km²; Lindsey Hill 44 m n.p.m.; 1,50 tys. mieszkańców (2004); 17°37′00″N 61°48′00″W/17,616667 -61,800000
      - Montserrat – 102,0 km²; dł. 16,1 km; szer. 11,3 km; linia brzegowa 40,2 km; Chances Peak 914,2 m n.p.m.; 6,41 tys. mieszkańców (I 2008); 16°45′00″N 62°12′00″W/16,750000 -62,200000
      - Anguilla (grupa wysp) 102,0 km²; 18°13′00″N 63°04′00″W/18,216667 -63,066667
        - Anguilla (wyspa) – 90,9 km²; dł. 25,7 km; szer. 5,0 km; linia brzegowa 61,0 km; Crocus Hill 65 m n.p.m.; 13,48 tys. mieszkańców (2006); 18°13′14″N 63°04′07″W/18,220556 -63,068611
        - Scrub Island – 7,77 km²; dł. 4,0 km; niezamieszkana; 18°17′15″N 62°56′50″W/18,287500 -62,947222
        - Sombrero – 0,38 km²; dł. 1,45 km; szer. 0,4 km; 12 m n.p.m.; niezamieszkana; 18°35′21″N 63°25′31″W/18,589167 -63,425278
        - Anguillita – ok. 0,02 km²; dł. 300 m; szer. 100 m; niezamieszkana; 18°09′23″N 63°10′34″W/18,156389 -63,176111
        - Prickly Pear Cays – niezamieszkana; 18°15′50″N 63°10′25″W/18,263889 -63,173611
        - Seal Island – niezamieszkana; 18°15′50″N 63°10′25″W/18,263889 -63,173611

      - Nevis – 93,3 km²; linia brzegowa 36,6 km; Nevis Peak 985 m n.p.m.; 12,11 tys. mieszkańców (2006); 17°09′10″N 62°35′21″W/17,152778 -62,589167
      - Sint Maarten – 34,0 km²; południowa część wyspy Sint Maarten; 386 m n.p.m.; 35,04 tys. mieszkańców (2005); 18°01′55″N 63°04′04″W/18,031944 -63,067778
      - Sint Eustatius – 20,98 km²; dł. 8,4 km; szer. 3,4 km; The Quill 601 m n.p.m.; 3,30 tys. mieszkańców (XII 2007); 17°29′07″N 62°58′23″W/17,485278 -62,973056
      - Saba – 12,95 km²; dł. 5,1 km; szer. 4,3 km; Mount Scenery 888 m n.p.m.; 1,42 tys. mieszkańców (2004); 17°38′21″N 63°13′54″W/17,639167 -63,231667
      - Redonda – 2,59 km²; King Juan’s Peak 296 m n.p.m.; niezamieszkana; 16°56′20″N 62°20′30″W/16,938889 -62,341667
      - Wyspa Ptasia (wenezuelska Isla Aves) – 0,65 ha; dł. 375 m; szer. 50 m; 4,5 m n.p.m.; mieszkańcy stacji naukowej; 15°40′18″N 63°36′59″W/15,671667 -63,616389Część p

    - CZĘŚĆ POŁUDNIOWA (Windward Islands)
      - Martynika – 1128 km²; dł. 65 km; szer. 27 km; linia brzegowa 354 km; Montagne Pelée 1397 m n.p.m.; 397,73 tys. mieszkańców (2006); 14°40′00″N 61°00′00″W/14,666667 -61,000000
      - Dominika – 753,7 km²; dł. 46,4 km; szer. 29,0 km; linia brzegowa 148,1 km; Morne Diablotins 1448 m n.p.m.; najdłuższa rzeka: Layou 14 km; największe jezioro: Boeri Lake 1,82 ha; 72,66 tys. mieszkańców (VII 2009); 15°25′00″N 61°20′00″W/15,416667 -61,333333
      - Grenadyny (archipelag 600 wysp) 733 km²; 12°40′00″N 61°15′00″W/12,666667 -61,250000
        - Saint Vincent – 344,5 km²; dł. 29,0 km; szer. 17,7 km; linia brzegowa 84 km; Soufrière 1234 m n.p.m.; 118,0 tys. mieszkańców (2008); 13°15′00″N 61°12′00″W/13,250000 -61,200000
        - Bequia – 18,1 km²; Mount Pleasant 268 m n.p.m.; 5,0 tys. mieszkańców (2007); 13°00′59″N 61°14′20″W/13,016389 -61,238889
          - Petite Nevis – niezamieszkana; 12°58′27″N 61°14′37″W/12,974167 -61,243611
          - Quatre – niezamieszkana; 12°57′15″N 61°15′09″W/12,954167 -61,252500

        - Canouan – 13,0 km²; dł. 5,6 km; szer. 2,0 km; Mount Royal 267 m n.p.m.; 2,0 tys. mieszkańców; 12°42′43″N 61°19′25″W/12,711944 -61,323611
          - Petite Canouan – niezamieszkana; 12°43′18″N 61°19′24″W/12,721667 -61,323333

        - Mustique – 5,7 km²; dł. 5,0 km; szer. 3,0 km; 119 m n.p.m.; 650 mieszkańców (2007); 12°52′16″N 61°10′48″W/12,871111 -61,180000
          - Baliceaux – niezamieszkana; 12°57′00″N 61°08′00″W/12,950000 -61,133333
          - Bettowia – niezamieszkana; 12°57′41″N 61°07′51″W/12,961389 -61,130833
          - Petite Mustique – niezamieszkana; 12°57′13″N 61°15′14″W/12,953611 -61,253889
          - Savan – niezamieszkana; 12°48′26″N 61°12′40″W/12,807222 -61,211111

        - Union Island – 5 km²; dł. 4,5 km; szer. 1,5 km; Mount Taboi 305 m n.p.m.; 3,0 tys. mieszkańców (2007);12°35′53″N 61°26′00″W/12,598056 -61,433333
          - Palm Island – 0,55 km²; 12°35′11″N 61°23′51″W/12,586389 -61,397500
          - Petit Saint Vincent – 0,46 km²; linia brzegowa 3,2 km; 80 mieszkańców; 12°32′00″N 61°23′00″W/12,533333 -61,383333

        - Mayreau – 3,88 km²; 300 mieszkańców (2007); 12°38′30″N 61°23′27″W/12,641667 -61,390833
          - Tobago Cays (5 wysp) – niezamieszkane; 12°38′00″N 61°21′00″W/12,633333 -61,350000

        - Grenada (grupa wysp) 356,15 km²; 116,96 tys. mieszkańców
          - Grenada (wyspa) – 310,8 km²; dł. 33,8 km; szer. 19,3 km; linia brzegowa 120,7 km; Mount Saint Catherine 340 m n.p.m.; 110,0 tys. mieszkańców (2005); 12°07′00″N 61°40′00″W/12,116667 -61,666667
          - Carriacou – 33,7 km²; dł. 25,7 km; szer. 2,0 km; High Point North 291 m n.p.m.; 6,06 tys. mieszkańców (2001); 12°28′59″N 61°27′34″W/12,483056 -61,459444
            - Mała Martynika (Petite Martinique) – 2,37 km²; średnica 1,8 km; Piton 230 m n.p.m.; 900 mieszkańców (2007); 12°30′59″N 61°23′04″W/12,516389 -61,384444
            - Large Island – 0,49 km²; niezamieszkana; 12°24′00″N 61°30′00″W/12,400000 -61,500000
            - Frigate Island – 0,40 km²; niezamieszkana
            - Saline Island – 0,30 km²; niezamieszkana; 12°26′00″N 61°28′00″W/12,433333 -61,466667

          - Ronde Island – 8,09 km²; niezamieszkana; 12°18′14″N 61°35′11″W/12,303889 -61,586389
            - Diamond Island – niezamieszkana; 12°20′00″N 61°35′00″W/12,333333 -61,583333
            - Caille Island – niezamieszkana; 12°16′00″N 61°34′00″W/12,266667 -61,566667

      - 13°10′00″N 59°32′00″W/13,166667 -59,533333
      - Saint Lucia – 616 km² (Saint Lucia)

  - Wyspy Zawietrzne
    - Curaçao (Holandia)
      - Klein Curaçao

    - Aruba (Holandia)
    - Bonaire (Holandia)
      - Klein Bonaire

    - Wenezuela
      -         - Wyspy Ptasie (Dependencje Federalne)
        - Archipelag Los Roques (Dependencje Federalne)
        - La Orchila (Dependencje Federalne)
        - Tortuga (Dependencje Federalne)
        - La Blanquilla (Dependencje Federalne)
        - Archipelag Los Hermanos (Dependencje Federalne)
        - Wyspa Ptasia (Dependencje Federalne)
        - Margarita (Nueva Esparta)
        - Cubagua (Nueva Esparta)
        - Coche (Nueva Esparta)
        - Wyspy Los Frailes (Dependencje Federalne)
        - La Sola (Dependencje Federalne)
        - Archipelag Los Testigos (Dependencje Federalne)

  - Trynidad – 4800 km² (Trynidad i Tobago)
  - Tobago – 303 km² (Trynidad i Tobago)
  - Barbados – 432,5 km²; dł. 33,8 km; szer. 24,1 km; linia brzegowa 96,6 km; Mount Hillaby 840 m n.p.m.; 284,59 tys. mieszkańców (VII 2009);

## Terminologia
Zbliżone znaczeniowo są pojęcia Indie Zachodnie i Karaiby:
- Indie Zachodnie to nieco większy obszar, poza Antylami obejmujący także wyspy archipelagu Bahamów[3][4].
- Karaiby to region obejmujący Indie Zachodnie oraz wybrzeże kontynentu amerykańskiego wzdłuż Morza Karaibskiego[5][6].